# The Journal of Hellenic Studies
Pour les articles homonymes, voir JHS.
The Journal of Hellenic Studies (JHS) est une revue savante britannique à comité de lecture consacrée à l'étude de l'hellénisme, et notamment de la Grèce antique. 
Fondée en 1880, elle est publiée à Londres par la Society for the Promotion of Hellenic Studies (SPHS), et paraît à un rythme annuel. La Society for the Promotion of Hellenic Studies, fondée en 1879, dépend de l'Université de Londres et a son siège dans les locaux de l'Institute of Classical Studies. Le directeur de publication actuel du JHS est R. Brock, de l'Université de Leeds.

## LeJournal of Hellenic Studieset ses suppléments
Les articles du Journal of Hellenic Studies abordent tous les aspects de l'étude de l'histoire grecque : étude du grec ancien, de la littérature grecque, histoire de l'art, histoire des religions, archéologie, etc., dans les domaines antique, médiéval et moderne. La revue contient également des comptes rendus de lectures d'ouvrages.
Dans les années 1950, le JHS a été augmenté d'un supplément annuel, les Archaeological Reports, coédités avec la British School at Athens, et couvrant principalement l'archéologie grecque, mais aussi, dans une moindre mesure, l'archéologie de Grande Grèce, l'archéologie byzantine, l'archéologie de l'Asie mineure et de la Mer noire. La Society for the Promotion of Hellenic Studies publie également des monographies à un rythme irrégulier dans une collection appelée d'abord Supplementary Papers puis Occasional Publications.

## Diffusion papier et en ligne
The Journal of Hellenic Studies est diffusé par les Cambridge University Press sur support papier et sur Internet, moyennant un abonnement payant. La revue a également passé un accord avec le portail payant JSTOR : les numéros allant de 1880 à 2007 sont disponibles sur ce portail. 